# Anourosorex assamensis
Anourosorex assamensis es una especie de musaraña de la familia soricidae.

## Distribución geográfica
Es endémica de la India.